# Amolops granulosus
Amolops granulosus là một loài ếch trong họ Ranidae. Chúng là loài đặc hữu của Trung Quốc.
Các môi trường sống tự nhiên của chúng là các khu rừng ôn hòa và sông.
Nó không được xem là bị đe dọa theo IUCN.